# Camponotus rufoglaucus
Espèce
Synonymes
- Formica rufoglauca Jerdon, 1851[1]

Camponotus rufoglaucus est une espèce de fourmis. 

## Répartition
Cette espèce a été décrite par Thomas Caverhill Jerdon sur la base de spécimens collectés dans le Sud de l'Inde.

## Description
Les ouvrières mesurent environ 7,5 mm et les soldats 9,5 mm.

## Liste des sous-espèces
Selon BioLib (28 février 2021) :
- sous-espèce Camponotus rufoglaucus controversus Santschi, 1916
- sous-espèce Camponotus rufoglaucus latericius Stitz, 1923
- sous-espèce Camponotus rufoglaucus rufoglaucus (Jerdon, 1851)
- sous-espèce Camponotus rufoglaucus syphax Wheeler, 1922
- sous-espèce Camponotus rufoglaucus tenuis Forel, 1907
- sous-espèce Camponotus rufoglaucus zanzibaricus Forel, 1911
- sous-espèce Camponotus rufoglaucus zulu Emery, 1895

## Biologie
Ce type de fourmis se nourrit principalement en dérobant de la nourriture à des ouvrières d'une autre espèce comme les Camponotus sericeus. Pour cela, elles tendent des guet-apens aux entrées du nid de leurs adversaires et leur dérobent au dernier moment. Elles ne pratiquent pas de stratégies invasives (voir Solenopsis fugax).

### Publication originale
- (en) T. C. Jerdon, « X.—A catalogue of the species of ants found in Southern India », Annals and Magazine of Natural History, Londres, Taylor & Francis, vol. 13, no 74,‎ 1854, p. 100-110 (ISSN 0374-5481, OCLC 1481361, DOI 10.1080/03745485709495087, lire en ligne).